# コンラート2世 (ルクセンブルク伯)
コンラート2世（ドイツ語：Konrad II., 1106年 - 1136年）は、ルクセンブルク伯（在位：1131年 - 1136年）。

## 生涯
コンラート2世はルクセンブルク伯ヴィルヘルムとマティルデ・フォン・ノルトハイムの息子である。
ズトフェン伯オットー2世の娘イルミンガルトと結婚した。しかしコンラート2世は男子継承者なく死去したため、ルクセンブルク伯領は皇帝に戻された。皇帝はコンラート2世の妹ルイトガルトと結婚したフランス貴族のグランプレ伯アンリ2世にルクセンブルク伯領を相続させることを望まず、このためルクセンブルク伯領はコンラート2世の従兄弟ハインリヒ4世に与えられた。